# 上鹿折站
上鹿折車站（日语：／ Kami-shishiori eki */?），位於日本宮城縣氣仙沼市，為東日本旅客鐵道（JR東日本）大船渡線BRT的車站，昔日為大船渡線的鐵路車站。本站在1932年3月19日至1933年12月4日間曾是終點站。

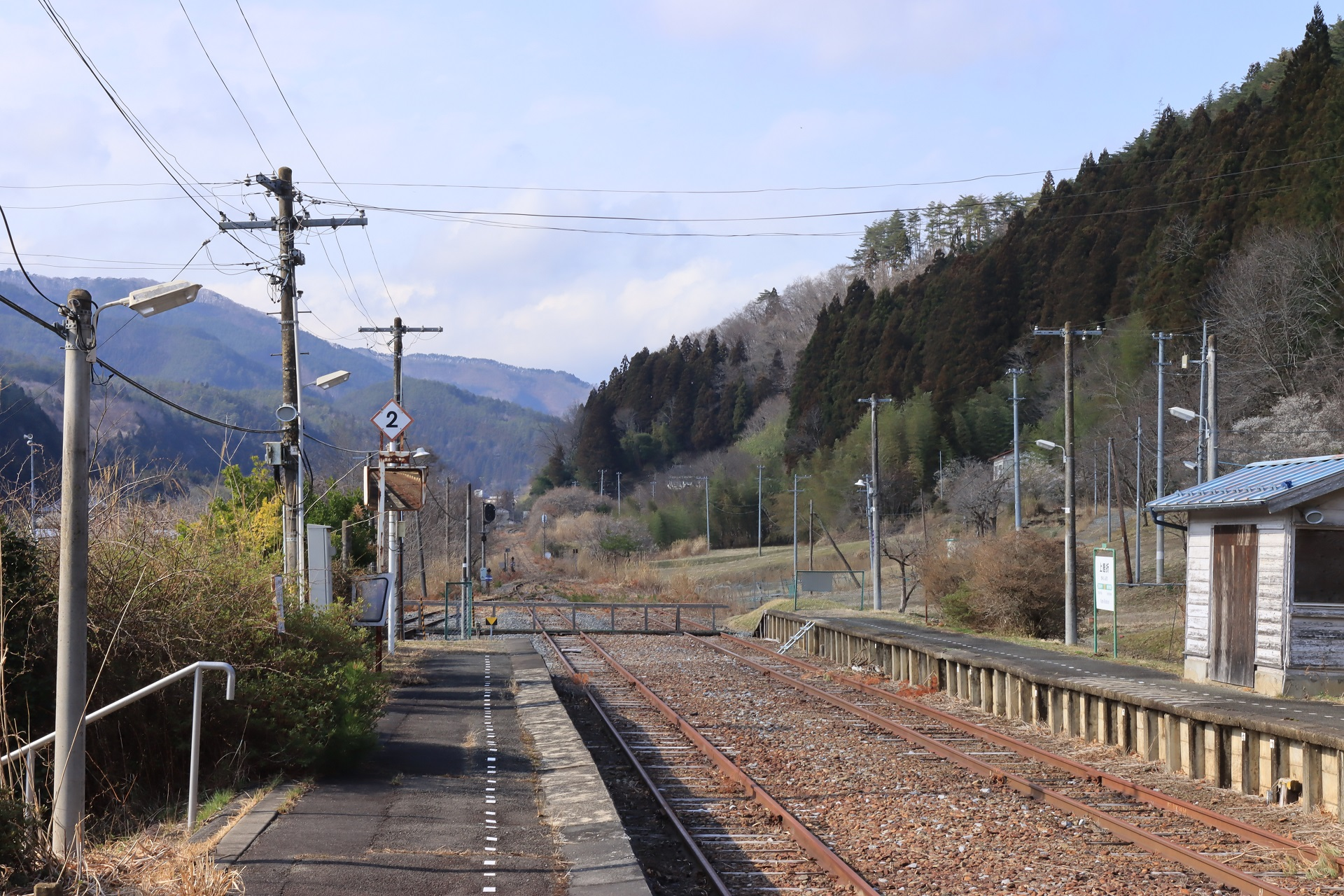
廢線前的月台（2020年3月）

## 車站構造
本站在鐵路車站時代為對向式月台2面2線的地面車站。各月台以站內平交道連絡。氣仙沼站管理的無人站。
2011年3月11日東日本大地震，海嘯從距本站約3公里處通過，因此車站未被沖毀，但因前後站路線不通，而暫停營運，改建為BRT後於2013年3月2日起恢復交通。但與大船渡線BRT路段的其他車站不同，JR東日本將氣仙沼站至本站視為BRT支線，並非使用自身的巴士營運，而是做為宮交巴士鹿折線營運，因此未設BRT專用候車亭，

### 月台配置
| 月台       | 路線      | 方向 | 目的地             |
| ---------- | --------- | ---- | ------------------ |
| （站舍側） | ■大船渡線 | 下行 | 陸前高田、盛方向   |
| （對側）   | ■大船渡線 | 上行 | 氣仙沼、一之關方向 |

## 利用狀況
- 招呼站，由氣仙沼車站管理

## 歷史
- 1932年3月19日 - 設站。
- 1986年11月1日 - 改為無人車站，並指定由氣仙沼車站管理。
- 1987年4月1日 -  日本國鐵分割民營化後成為JR東日本的車站。
- 2011年3月11日 - 發生東北地方太平洋近海地震，車站暫停營運。
- 2013年3月2日 - 變為BRT車站，不再以鐵路行走。
- 2020年4月1日 - 國土交通省核准大船渡線BRT區間的鐵路事業廢止申請，本站的鐵路車站在法律上正式廢止，而純為BRT巴士站[1][2]

## 車站週邊
- 氣仙沼市立白山國小
- 縣道34號氣仙沼陸前高田線
- 縣道211號上鹿折停車場線

## 相鄰車站
東日本旅客鐵道
■大船渡線（BRT路段）
鹿折唐桑－上鹿折
※BRT路段鹿折唐桑－陸前高田站間與鐵路時期途經路線不同，往上鹿折方向被視為支線。
■大船渡線（鐵道運用時）
鹿折唐桑－上鹿折－陸前矢作

## 外部連結
- （日語） 上鹿折車站 （JR東日本）（页面存档备份，存于）

38°57′38.09″N 141°34′5.73″E / 38.9605806°N 141.5682583°E
1. ↑   (PDF) (新闻稿). 東日本旅客鉄道. 2020-01-31  [2020-02-06]. （原始内容存档 (PDF)于2020-02-04） （日语）.
2. ↑   (PDF) (新闻稿). 国土交通省東北運輸局. 2020-01-29  [2020-02-06]. （原始内容存档 (PDF)于2020-01-30） （日语）.